# Aya Kamiki
Aya Kamiki (上木彩矢), est une chanteuse japonaise, née le 10 septembre 1985 à Sapporo, à Hokkaidō, au Japon. Elle a un style pop/rock. Et débute avec son premier single major Communication Break, en 2006, sous le label GIZA studio. En 2015 elle entre dans le groupe UROBOROS et publie deux mini-albums jusqu'en 2016. Elle rejoint ensuite en 2017, mi-ya pour former le duo SONIC LOVER RECKLESS duquel découlera un single l'année suivante THE PHOENIX.
Aya annonce sur les réseaux sociaux le 1er janvier 2020 qu'elle est mariée à un homme ne faisant pas partie du milieu du divertissement et qu'elle est enceinte depuis plus de 6 mois. Elle donnera naissance à une petite fille en mars 2020.

## Discographie en solo

### Albums
1. Secret Code (12 juillet 2006)
2. Ashita no Tame ni ~Forever More~ (10 octobre 2007)
3. Are you happy now? (10 septembre 2008)
4. Individual Emotion (27 janvier 2010)

### Mini Albums
1. W.H.Y? (24 mars 2004) (Indie)
2. Constellation (25 mai 2005) (Indie)
3. Rock On (12 septembre 2005) (Indie)
4. Gloriosa (11 août 2010)
5. Evil Älive (9 mars 2011)

### Compilation
1. Aya Kamiki Greatest Best (27 janvier 2010)
2. The Final Journey (7 septembre 2011)

### Singles
1. Breath (21 mai 2003) (Indie)
2. Communication Break (15 mars 2006)
3. Pierrot (ピエロ?) (12 avril 2006)
4. Mou Kimi Dake wo Hanashitari wa Shinai (もう君だけを離したりはしない?) (31 mai 2006)
5. Nemutteita Kimochi Nemutteita Kokoro (眠っていた気持ち 眠っていたココロ?) (1er novembre 2006)
6. Misekake no I Love you (ミセカケの I Love you?) (23 mai 2007)
7. Ashita no Tame ni (明日のために?) (25 juillet 2007)
8. Sunday Morning (5 mars 2008)
9. Kimi Sarishi Yuuwaku (君去りし誘惑?) (18 juin 2008)
10. Summer Memories (6 août 2008)
11. Sekai wa Sore Demo Kawari wa Shinai (世界はそれでも変わりはしない?) (3 décembre 2008) — cette œuvre sert de générique principal pour le jeu 428: Fūsa Sareta Shibuya de connu en Occident sous le nom de 428 : Shibuya Scramble.
12. W-B-X ~W-Boiled Extreme~ (Aya Kamiki x TAKUYA) (11 novembre 2009)
13. Revolver (14 juillet 2010)

Téléchargements Digital
1. Revolver Live Ver. (12 mai 2010-25 mai 2010)

## Uroboros
En 2015, Aya Kamiki devient la chanteuse du groupe Uroboros.
Membres :
- Aya Kamiki (Chanteuse)
- Kurose Keisuke (Compositeur)
- Taizo Nakamura (Bassiste)
- Takayoshi Ohmura (Guitariste)
- Hiroshi Sasabuchi (Batterie)

## Discographie Uroboros

### Mini Album
1. Another Ark (9 septembre 2015)
2. Zodiac (20 avril 2016)

### Single
1. Black Swallowtail (9 septembre 2015)